# Adiscanthus fusciflorus
Adiscanthus fusciflorus là một loài thực vật có hoa trong họ Cửu lý hương. Loài này được Ducke mô tả khoa học đầu tiên năm 1922.